# ستيف واتشالسكي
ستيف واتشالسكي (بالألمانية: Steve Wachalski)‏ مواليد 05 فبراير 1983، هو لاعب كرة سلة ألماني بدأ مسيرته الاحترافية في سنة 2003 يلعب مع فريق تليكوم باسكتس بون في الدوري الألماني لكرة السلة ويحمل الرقم 14. يبلغ طوله 6 قدم 8 بوصة (2.0 م).

## فرق لعب لها
- ميدي بايرويت
- تليكوم باسكتس بون

## روابط خارجية
- ستيف واتشالسكي على موقع الدوري الأوروبي لكرة السلة (الإنجليزية)
- ستيف واتشالسكي على موقع كرة السلة الأوروبية.كوم (الإنجليزية)
- ستيف واتشالسكي على موقع ريلجم (الإنجليزية)
- ستيف واتشالسكي على موقع بروبوليرز (الإنجليزية)
- ستيف واتشالسكي على موقع سبورتس رفرنس (الإنجليزية)